# Bomba und der schwarze Panther
Bomba und der schwarze Panther ist ein US-amerikanischer Abenteuerfilm aus dem Jahr 1949 von Ford Beebe. Produziert von Monogram ist er der zweite Film der 12-teiligen Reihe von Dschungelfilmen, basierend auf der Buchreihe Bomba, der Dschungelboy von Roy Rockwood.

## Handlung
Im afrikanischen Dschungel findet ein Affe ein Tagebuch aus dem Jahr 1939 in einem Baumhaus. In dem Buch beschreibt Cody Cassan seine Sorge um seinen siebenjährigen Pflegesohn, der schon bald allein sein werde. Bomba, der im Buch beschriebene Junge, ist mittlerweile ein junger Mann geworden und lebt im Dschungel in dem Baumhaus. Er scheucht den Affen davon, der zu seinem Entsetzen von einem schwarzen Panther getötet wird. Bomba verfolgt die Raubkatze, die auf ihrer Flucht einen Eingeborenen tötet. 
Der Kanadier Robert Maitland will eine Plantage errichten. Er beklagt sich bei seinem eingeborenen Helfer Eli, dass die Arbeiter die Bäume nicht beseitigen wollen. Der Bezirkskommissar Andy Barnes erklärt, dass die Arbeiter an Dschungelgeister glauben, die zornig werden, wenn man ihre Bäume fällt. Maitland plant deshalb, mit Brandrodung Platz für die Plantage zu schaffen. Eli bringt neue Arbeiter heran. Als diese Losana sehen, die Dienerin von Maitlands Schwester Judy, werden sie unruhig. Sie glauben, in Losana lebe der Geist einer Dschungelkatze.
Bei der Verfolgung des Panthers stößt Bomba auf Luke, der von der Raubkatze angefallen wurde. Er bringt Luke in Maitlands Lager, damit er versorgt wird. Andy erzählt Bomba, dass dessen Eltern starben, als er zwei Jahre alt war. Danach wurde Bomba dem Naturforscher Cassan in Obhut gegeben. Bomba verliebt sich in Judy, die wieder in die Zivilisation zurückkehren möchte. Er bietet ihr an, ihr die Schönheiten des Dschungels zu zeigen.
Wieder greift der Panther an. Maitland greift zum Gewehr, doch die Eingeborenen sehen in dem Panther eine „Tabukatze“, die nicht verletzt werden darf. Sie befürchten, dass Bomba den Panther töten wird, und greifen ihn an. Bomba kann sich wehren und verfolgt das Raubtier weiter. In der Nacht begegnet er Losana und bringt sie ins Lager zurück. Judy wird eifersüchtig.
Am nächsten Tag beginnt Maitland Feuer zu legen. Die Arbeiter verschwinden daraufhin. Das Feuer gerät außer Kontrolle und frisst sich durch den Urwald. Bomba und Judy flüchten in eine Höhle, in der auch der Panther Schutz vor dem Feuer gesucht hat. Bomba kann die Raubkatze töten. Als er und Judy aus der Höhle treten, ist das Feuer erloschen. Maitland nimmt die Schuld für den Brand auf sich und will Afrika verlassen. Judy, nun vom afrikanischen Dschungel angetan, ermutigt ihn zu einem Neuanfang. Bomba verabschiedet sich und kehrt zu seinem Baumhaus zurück.

## Hintergrund
Gedreht wurde der Film von Ende September bis Anfang Oktober 1949 im Los Angeles County Arboretum and Botanic Garden.
Die Titelrolle des Bomba spielte wie in allen anderen Teilen Johnny Sheffield, der zuvor in acht Tarzan-Filmen an der Seite von Johnny Weissmüller dessen Adoptivsohn Boy darstellte.
In einer im Abspann nicht genannten Nebenrolle trat Bill Walker als Luke auf.
Für das Szenenbild war Gordon Wiles verantwortlich.

## Veröffentlichung
Die Premiere des Films fand am 18. Dezember 1949 statt. In der Bundesrepublik Deutschland kam er am 15. Oktober 1961 in die Kinos.

## Kritiken
Das Lexikon des internationalen Films schrieb: „Treuherziger Urwald-Kintopp.“
Der Kritiker des TV Guide bewertete den Film als Durchschnitt.